# Пико Ривера (град, Калифорния)
Пико Ривера (на английски: Pico Rivera) е град в окръг Лос Анджелис, щата Калифорния, САЩ. Пико Ривера е с население от 63 428 жители (2000) и обща площ от 22,91 km². Намира се на 50 m надморска височина. ЗИП кодовете му са 90660 – 90662, телефонният му код е 562.